# Michele Bacis
Michele Bacis (Bergamo, 22 ottobre 1979) è un allenatore di calcio ed ex calciatore italiano, di ruolo difensore.

## Carriera

### Giocatore
Cresce calcisticamente nella squadra della sua città, l'Atalanta, ma comincia la sua carriera professionistica nella stagione 1999/2000 nella Triestina, in Serie C2. In 4 anni colleziona 101 presenze e 5 gol. Il salto di qualità avviene durante la stagione 2002/2003 quando la Triestina approda in Serie B: Bacis non passa inosservato. L'anno successivo viene acquistato dalla Fiorentina, sempre in Serie B. Nella stagione 2003/2004 Bacis colleziona 26 presenze con la maglia viola (contribuendo alla promozione in Serie A) per poi passare all'Arezzo nella Serie B 2004-2005.
Nel 2005 c'è il ritorno di Bacis in serie C, prima con il Genoa (2005/2006, 16 presenze) poi con l'Avellino (2006/2007, 15 presenze). Nel campionato 2007/2008 gioca con la maglia della Cremonese in serie C1.
Il 14 ottobre 2008, dopo essere stato svincolato dalla Cremonese, firma un contratto che lo lega all'A.C. Monza Brianza 1912, con la cui maglia colleziona 21 presenze, segnando 2 goal. Il 25 agosto 2009, la Paganese annuncia il suo ingaggio per un anno., salvo poi rescindere consensualmente il contratto nel febbraio 2010..
Il 6 dicembre 2010 viene ingaggiato dall'Atletico Arezzo, formazione che milita nel campionato di Serie D.

### Allenatore
Viene ingaggiato come nuovo allenatore dell'Atletico Arezzo per la stagione 2011-2012 arrivando secondo al termine del campionato di Serie D.
Torna sulla panchina aretina subentrando ad Abel Balbo venendo esonerato dopo poche giornate.

### Vita privata
Il 17 maggio 2020, il figlio Jacopo, di 8 anni, muore precipitando dal terzo piano della casa in cui abitava ad Arezzo.